# Olimpiada Internațională de Informatică
Olimpiada Internațională de Informatică (în engleză International Olympiad in Informatics, abreviat IOI) este un concurs internațional pentru elevii de liceu. Olimpiada se organizează anual din 1989. În mod tradițional, România a obținut performanțe foarte merituoase la acest concurs.

## Tematica concursului
Cea mai bună descriere a IOI este probabil ca un concurs de algoritmică și programare. În general, problemele de concurs cer un program de calculator care să rezolve o anumită problemă bine formulată într-un timp foarte scurt. Concurenții trebuie să descopere un algoritm cât mai eficient pentru problema în cauză (o sarcină de natură matematică, ce implică raționament și analiză teoretică), și să implementeze acest algoritm într-un limbaj de programare standard, ca C sau Pascal. Dat fiind nivelul crescut de dificultate al problemelor, se consideră că descoperirea algoritmului este mult mai dificilă decât faza de programare.
Concursul este format din două probe, a câte 5 ore, care se țin în zile consecutive. În timpul fiecărei probe, concurenții trebuie să rezolve 3 probleme. La sfârșitul concursului, programele sunt evaluate de un sistem automat pe un set de teste creat de comisia de corectare. Astfel, IOI este probabil singura olimpiadă științifică care poate atinge obiectivitate 100% în corectare. 
Scorul concurentului este dat de procentul de teste care sunt rezolvate corect în timpul stabilit de cerința problemei (spre exemplu, 0,1 secunde per test). De obicei, testele conțin instanțe ale problemei din ce în ce mai mari. Astfel, cu cât algoritmul concurentului este mai eficient, programul poate rezolva mai multe teste în timpul dat per test și scorul este mai mare.

## Organizarea concursului
Orice țară poate participa la olimpiadă cu o echipă de maximum patru oameni, însoțiți de doi profesori delegați. La olimpiadele recente au participat în jur de 80 de țări.
Spre deosebire de olimpiadele sportive, unde există multe tipuri de probe și se acordă câte o singură medalie de aur, argint și bronz la fiecare probă, olimpiadele științifice au un singur tip de probă, la care se acordă mai multe medalii. IOI acordă medalii după regula 1:2:3:6, adică primii 1/12 dintre concurenți primesc aur, următorii 2/12 primesc argint, următorii 3/12 bronz și jumătatea de jos a clasamentului nu este medaliată. 
Regulamentul olimpiadei interzice existența clasamentului pe țări, precum și divulgarea listei concurenților care nu au câștigat nici o medalie. Există multiple clasamente pe țări neoficiale, calculate după metodologii diferite.

## Preselecție
Metoda de a selecta cei 4 concurenți din echipa olimpică variază de la țară la țară. În România, după probele de la Olimpiada Națională de Informatică se organizează un baraj pentru lotul lărgit. Acest concurs constă în două probe de același format ca probele de la IOI. La baraj participă primii clasați la concursurile de la fiecare clasă ale Olimpiadei Naționale (în funcție de restricții organizatorice, "primii clasați" înseamnă aproximativ prima jumătate a clasamentului). Proba de baraj este identică pentru elevii de la orice clasă. Primii clasați la baraj (în jur de 20 de concurenți) se califică pentru lotul lărgit.
Lotul lărgit participă la un număr de tabere de antrenament și selecție. La aceste tabere se predau cursuri pentru pregătirea concurenților și se dau probe de baraj suplimentare (6 sau mai multe probe în total). Cei mai bine clasați 4 concurenți la sfârșitul tuturor probelor de baraj se califică la IOI. 
România trimite echipe și la alte 3 concursuri internaționale regionale: Balcaniada de Informatică (BOI), Concursul Europei Centrale (CEOI) și Concursul Tuymaada (Iakutsk, Rusia). Deseori se întâmplă ca termenul limită de înscriere pentru aceste concursuri să fie înaintea terminării probelor de baraj, așa că echipele formate pentru aceste concursuri se bazează pe rezultate parțiale și pot diferi de echipa pentru IOI.

## Medaliați de origine română
Lista olimpicilor din echipa României medaliați cu aur:
| Nume                     | Echipă  | Medalii  | Medalii     | Medalii     | Medalii    |
| ------------------------ | ------- | -------- | ----------- | ----------- | ---------- |
| Rareș Buhai              | România | aur 2015 | aur 2014    | aur 2013    | aur 2012   |
| Vlad Gavrilă             | România | aur 2013 | aur 2012    | argint 2011 | bronz 2010 |
| Mihai Pătrașcu           | România | aur 2001 | aur 2000    | argint 1999 |            |
| Cosmin Gheorghe          | România | aur 2009 | aur 2008    | argint 2007 |            |
| Radu Berinde             | România | aur 2003 | aur 2002    |             |            |
| Daniel Dumitran          | România | aur 2002 | aur 2000    |             |            |
| Adrian Soviani           | România | aur 1994 | aur 1993    |             |            |
| Bogdan-Cristian Tătăroiu | România | aur 2009 | argint 2010 | argint 2007 | bronz 2008 |
| Ștefan Constantin-Buliga | România | aur 2017 | argint 2018 |             |            |
| Adrian Budău             | România | aur 2012 | argint 2011 |             |            |
| Mircea Pașoi             | România | aur 2006 | argint 2005 |             |            |
| Victor Costan            | România | aur 2003 | argint 2002 |             |            |
| Mihai Stroe              | România | aur 1998 | bronz 1997  |             |            |
| Ovidiu Gheorghioiu       | România | aur 1997 | argint 1996 |             |            |
| Mihai Bădoiu             | România | aur 1995 | argint 1996 |             |            |
| Radu Lupșa               | România | aur 1993 | argint 1995 |             |            |
| Tamio-Vesa Nakajima      | România | aur 2017 |             |             |            |
| Codruț Grosu             | România | aur 2006 |             |             |            |
| Silviu Gănceanu          | România | aur 2004 |             |             |            |
| Vlad Dascălu             | România | aur 2001 |             |             |            |
| Bogdan Dumitru           | România | aur 1999 |             |             |            |

De o importanță specială sunt și locurile 1-3 (în cadrul medaliilor de aur), concurenții care ocupă aceste locuri fiind medaliați într-o secțiune diferită a ceremoniei de închidere. Concurenții români clasați pe aceste locuri sunt Radu Lupșa (punctaj maxim, 1993), Mihai Stroe (locul I, colocvial „aur absolut”, 1998) și Mihai Pătrașcu (locul II, 2001).
Olimpici din echipa României, medaliați cu argint:
| Nume                         | Echipă  | Medalii     | Medalii     | Medalii    |
| ---------------------------- | ------- | ----------- | ----------- | ---------- |
| Costin-Andrei Oncescu        | România | argint 2016 | bronz 2017  | bronz 2018 |
| Alexandru Velea              | România | argint 2015 | argint 2014 |            |
| Andrei Heidelbacher          | România | argint 2014 | argint 2013 |            |
| Adrian Vladu                 | România | argint 2004 | bronz 2006  |            |
| Radu Ștefan                  | România | argint 2000 | bronz 1999  |            |
| Virgil Palanciuc             | România | argint 1995 | bronz 1994  |            |
| Emil Praun                   | România | argint 1993 | bronz 1992  |            |
| Andrei Popa                  | România | argint 2016 | bronz 2015  |            |
| Andrei-Costin Constantinescu | România | argint 2016 | bronz 2017  |            |
| Theodor Pierre Moroianu      | România | argint 2019 |             |            |
| Bogdan Sitaru                | România | argint 2019 |             |            |
| Alex Tatomir                 | România | argint 2018 |             |            |
| Tiberiu Mușat                | România | argint 2018 |             |            |
| Valentin-Marius Hărșan       | România | argint 2015 |             |            |
| Andrei Purice                | România | argint 2011 |             |            |
| Marius Drăguș                | România | argint 2009 |             |            |
| Paul-Dan Băltescu            | România | argint 2008 |             |            |
| Adrian Airinei               | România | argint 2007 |             |            |
| Andrei Grigorean             | România | argint 2007 |             |            |
| Tiberiu Florea               | România | argint 2006 |             |            |
| Dan Fechete                  | România | argint 2005 |             |            |
| Dan Crestez                  | România | argint 2004 |             |            |
| Ștefan Ciobâcă               | România | argint 2003 |             |            |
| Dan Ghinea                   | România | argint 2003 |             |            |
| Mugurel Andreica             | România | argint 2001 |             |            |
| Angel Proorocu               | România | argint 2000 |             |            |
| Tudor Leu                    | România | argint 1998 |             |            |
| Mihai Scorțaru               | România | argint 1998 |             |            |
| Ștefan Gheorghiță            | România | argint 1997 |             |            |
| Cătălin Frâncu               | România | argint 1996 |             |            |
| Marius Vlad                  | România | argint 1996 |             |            |
| Iuliu Vasilescu              | România | argint 1995 |             |            |
| Alexandru Sălcianu           | România | argint 1994 |             |            |
| Mihai Preda                  | România | argint 1994 |             |            |
| Valentin Necula              | România | argint 1992 |             |            |

Olimpici din echipa României, medaliați cu bronz:
| Nume                    | Echipă  | Medalii    |
| ----------------------- | ------- | ---------- |
| Laura Ioana Georgescu   | România | bronz 2019 |
| Alexandru Petrescu      | România | bronz 2019 |
| Radu Alexandru Muntean  | România | bronz 2016 |
| Andrei Popa             | România | bronz 2015 |
| Gheorghe Mihai          | România | bronz 2014 |
| Mihai Popa              | România | bronz 2013 |
| Radu Voroneanu          | România | bronz 2012 |
| Andrei Bogdan Pârvu     | România | bronz 2010 |
| Victor Cristian Ionescu | România | bronz 2010 |
| Andrei Paul Puni        | România | bronz 2009 |
| Daniel Păsăilă          | România | bronz 2005 |
| Radu Marin              | România | bronz 2005 |
| Sorin Stancu-Mara       | România | bronz 2004 |
| Csaba Andras            | România | bronz 2001 |
| Adrian Cârcu            | România | bronz 1999 |
| Diodor Bițan            | România | bronz 1998 |
| Alin Sâmpălean          | România | bronz 1997 |
| Bogdan Ghenea           | România | bronz 1993 |

Olimpici din afara României:
| Nume                 | Echipă  | Medalii     | Medalii     | Medalii    | Medalii    |
| -------------------- | ------- | ----------- | ----------- | ---------- | ---------- |
| Alexandr Andoni      | Moldova | argint 1999 | argint 1998 | bronz 1997 |            |
| Matei Zaharia        | Canada  | argint 2003 | argint 2002 |            |            |
| Constantin Jucovschi | Moldova | bronz 2004  | bronz 2003  | bronz 2002 | bronz 2001 |
| Dumitru Codreanu     | Moldova | bronz 2002  | bronz 2001  | bronz 2000 |            |
| Dumitru Ciubatii     | Moldova | bronz 2004  | bronz 2002  |            |            |
| Dan Strătilă         | Moldova | bronz 1997  |             |            |            |
| Corneliu Margine     | Moldova | bronz 2001  |             |            |            |
| Filip Simion         | Moldova | bronz 2005  |             |            |            |
| Eugen Sorbalo        | Moldova | bronz 2003  |             |            |            |
| Constantin Dolghier  | Moldova | bronz 2004  |             |            |            |
| Nicolae Brînză       | Moldova | bronz 1997  |             |            |            |
| Denis Bogdănaș       | Moldova | bronz 2000  |             |            |            |